# Нова Липовица
Нова Липовица је насељено место у општини Чаглин, у Славонији, Република Хрватска.

## Историја
До нове територијалне организације место је припадало бившој великој општини Славонска Пожега.

## Становништво
Насеље је према попису становништва из 2011. године имало 37 становника.
| Националност       | 1991.       |
| Срби               | 37 (88,09%) |
| Хрвати             | 4 (9,52%)   |
| Југословени        | 0           |
| остали и непознато | 1 (2,38%)   |
| Укупно             | 42          |